# Шрёдер, Эдвард
Эдвард Шрёдер (нем. Edward Schröder; 18 мая 1858, Витценхаузен — 9 февраля 1942, Геттинген) — немецкий германист, специалист по средневековой немецкой литературе, профессор Марбургского и Геттингенского университетов.

## Биография
Эдвард Шрёдер получил степень кандидата наук за диссертацию о немецкой литературе от университета Берлина, где он с ноября 1885 года работал приват-доцентом на факультете философии. В январе 1887 года oн стал экстраординарным профессором немецкого языка и литературы, а в Пасху 1889 — стал полным профессором в Марбургском университете. Осенью 1902 года перешел в Геттингенский университет. В этот период Шрёдер опубликовал ряд средневековых текстов — в том числе сборник небольших рассказов Конрада фон Вюрцбурга.
С 1894 года Шрёдер являлся членом-корреспондентом, а с 1903 — действительным членом Академии наук в Геттингене. В 1912 году он также стал членом-корреспондентом Прусской академии наук, а в 1922 — был избран «иностранным» членом Баварской академии наук. В 1927 году он получил орден Максимилиана «За достижения в науке и искусстве». 11 ноября 1933 года Шрёдер был среди более 900 ученых и преподавателей немецких университетов и вузов, подписавших «Заявление профессоров о поддержке Адольфа Гитлера и национал-социалистического государства».

## Работы
- Deutsche Namenkunde. Gesammelte Aufsätze zur Kunde deutscher Personen- und Ortsnamen von Edward Schröder. Festgabe seiner Freunde und Schüler zum 80. Geburtstag. Vandenhoeck & Ruprecht, Göttingen 1938 (mit Bildnis, Tabula gratulatoria und Erstveröffentlichungsnachweis).